# Carapicuíba
Carapicuíba este un oraș în São Paulo (SP), Brazilia.